# Бенкрофт (Кентуккі)
Бенкрофт (англ. Bancroft) — місто (англ. city) в США, в окрузі Джефферсон штату Кентуккі. Населення — 503 особи (2020).

## Географія
Бенкрофт розташований за координатами 38°17′11″ пн. ш. 85°36′37″ зх. д. / 38.28639° пн. ш. 85.61028° зх. д. (38.286373, -85.610396).  За даними Бюро перепису населення США в 2010 році місто мало площу 0,40 км², з яких 0,39 км² — суходіл та 0,00 км² — водойми.

## Демографія
Згідно з переписом 2010 року, у місті мешкали 494 особи в 195 домогосподарствах у складі 157 родин. Густота населення становила 1248 осіб/км².  Було 201 помешкання (508/км²).
Расовий склад населення:
| - 91,3 % — білих - 3,6 % — чорних або афроамериканців - 3,4 % — азіатів - 0,2 % — корінних американців |

До двох чи більше рас належало 1,0 %. Частка іспаномовних становила 2,6 % від усіх жителів.
За віковим діапазоном населення розподілялося таким чином: 22,7 % — особи молодші 18 років, 55,6 % — особи у віці 18—64 років, 21,7 % — особи у віці 65 років та старші. Медіана віку мешканця становила 47,3 року. На 100 осіб жіночої статі у місті припадало 90,7 чоловіків;  на 100 жінок у віці від 18 років та старших — 86,3 чоловіків також старших 18 років.
Середній дохід на одне домашнє господарство  становив 99 206 доларів США (медіана — 86 875), а середній дохід на одну сім'ю — 108 460 доларів (медіана — 99 167). Медіана доходів становила 68 438 доларів для чоловіків та 55 313 долари для жінок. За межею бідності перебувало 2,0 % осіб, у тому числі 4,2 % дітей у віці до 18 років та 2,8 % осіб у віці 65 років та старших.
Цивільне працевлаштоване населення становило 235 осіб. Основні галузі зайнятості: освіта, охорона здоров'я та соціальна допомога — 32,8 %, фінанси, страхування та нерухомість — 10,2 %, мистецтво, розваги та відпочинок — 10,2 %.